# Scopula graphidata
Scopula graphidata är en fjärilsart som beskrevs av Louis Beethoven Prout 1920. Scopula graphidata ingår i släktet Scopula och familjen mätare. Inga underarter finns listade.